# Шапел о Ли
Шапел о Ли (фр. Chapelle-aux-Lys) насеље је и општина у западној Француској у региону Лоара, у департману Вандеја која припада префектури Фонтне ле Конте.
По подацима из 2011. године у општини је живело 248 становника, а густина насељености је износила 23,48 становника/km². Општина се простире на површини од 10,56 km². Налази се на средњој надморској висини од 220 метара (максималној 230 m, а минималној 87 m).

## Демографија
| 1962. | 1968. | 1975. | 1982. | 1990. | 1999. | 2011. |
| ----- | ----- | ----- | ----- | ----- | ----- | ----- |
| 385   | 390   | 375   | 332   | 299   | 280   | 248   |

График промене броја становника у току последњих година